# Jan Ekier
Jan Stanisław Ekier est un musicien polonais (pianiste et compositeur) né à Cracovie le 29 août 1913 et mort le 15 août 2014 à Varsovie, président du jury à trois reprises du Concours international de piano Frédéric-Chopin.

## Biographie
Il remporte le huitième prix du troisième Concours international de piano Frédéric-Chopin, en 1937.

## Récompenses et distinctions
- Chevalier dans l'Ordre de l'Aigle blanc, décoré le 21 octobre 2010 par le président polonais Bronisław Komorowski
- Croix de Commandeur avec étoile dans l'Ordre Polonia Restituta
- Décoré dans l'Ordre du Mérite polonais
- Décoré dans l'Ordre de la Bannière du Travail
- Docteur honoris causa de l'Université de musique Frédéric-Chopin